# Saison 2012-2013 du Raja Club Athletic
Maillots
Chronologie
Saison précédente Saison suivante
La saison 2012-2013 du Raja Club Athletic est la 64e de l'histoire du club depuis sa fondation le 20 mars 1949. Elle fait suite à la saison 2009-2010 dans laquelle le Raja a terminé quatrième en championnat. M'hamed Fakhir commence sa deuxième saison en tant qu'entraîneur du Raja CA après celle de 2010-2011.
Au titre de cette saison, le Raja CA est engagé dans trois compétitions officielles: Championnat, Coupe du Trône 2011 et Coupe de l'UAFA. Les Verts remportent alors le deuxième doublé coupe-championnat de leur histoire.
Le meilleur buteur de la saison est Mouhcine Iajour avec 12 buts inscrits toutes compétitions confondues, tandis que le meilleur passeur est Chems-Eddine Chtibi avec 10 passes décisives.

## Mercato d'été 2012

### Départs
Le 19 août 2012, Hassan Souari décide de mettre les voiles en direction de la Renaissance sportive de Berkane après un an et demi de contrat avec le Raja.

## Matchs amicaux de préparation
Les principaux matchs amicaux d'avant-saison :

 Olympique du Kef
  Étoile du Sahel
  Athletic Bilbao
  FC Barcelone
  Jeunesse sportive de Kabylie
  JS Saoura
  Racing Athletic Club
  CODM Meknès
  Raja de Beni Mellal
  Union de Mohammédia
  Youssoufia Berrechid

## Botola
| Date          | No. | Adversaire      | Lieu | Résultat | Buteurs pour le Raja                                                            | Affluence |
| MATCHS ALLER  |     |                 |      |          |                                                                                 |           |
| 16/09/2012    | 1   | FUS Rabat       | Dom. | 3 - 0    | Mouhcine Iajour 54e 88e Abdelilah Hafidi 78e                                    | 42 000    |
| 23/09/2012    | 2   | RBM Beni Mellal | Ext. | 0 - 1    | Vianney Mabidé 50e                                                              | 10 500    |
| 29/09/2012    | 3   | KAC Kénitra     | Dom. | 4 - 2    | Mohamed Oulhaj 14e Mouhcine Iajour 18e 61e Mohsine Moutouali 44e                | 50 000    |
| 06/10/2012    | 4   | WAF Fès         | Ext. | 0 - 2    | Abdelilah Hafidi 31e Hamza Abourazzouk 68e                                      | 10 000    |
| 02/11/2012    | 5   | OCS Safi        | Dom. | 2 - 2    | Yassine Salhi 84e Mohsine Moutouali 88e (pen.)                                  | 35 000    |
| 11/11/2012    | 6   | HUSA Agadir     | Ext. | 1 - 0    |                                                                                 | 10 000    |
| 21/11/2012    | 7   | CODM Meknès     | Ext. | 0 - 1    | Abdelilah Hafidi 76e                                                            | 25 000    |
| 1er/12/2012   | 8   | OCK Khouribga   | Dom. | 2 - 1    | Hamza Abourazzouk 57e, Abdelmajid-Eddine Jilani 64e                             | 12 000    |
| 05/12/2012    | 9   | MAT Tétouan     | Dom. | 3 - 1    | Abdelmajid-Eddine Jilani 29e Mouhcine Iajour 46e Abdelfattah Boukhriss 57e      | 45 000    |
| 09/12/2012    | 10  | MAS Fès         | Ext. | 0 - 0    |                                                                                 | 30 000    |
| 16/12/2012    | 11  | WAC Casablanca  | Dom. | 1 - 1    | Hamza Abourazzouk 68e                                                           | 70 000    |
| 20/12/2012    | 12  | FAR Rabat       | Ext. | 1 - 1    | Abdelilah Hafidi 20e                                                            | 45 000    |
| 25/12/2012    | 13  | CRA Hoceima     | Ext. | 1 - 1    | Mohamed Oulhaj 90e                                                              | 11 000    |
| 30/12/2012    | 14  | RSB Berkane     | Dom. | 3 - 2    | Chems-Eddine Chtibi 45e Abdelmajid-Eddine Jilani 86e Yassine Salhi 90+1e        | 25 000    |
| 06/01/2013    | 15  | DHJ El Jadida   | Ext. | 1 - 4    | Hamza Abourazzouk 11e Vianney Mabidé 37e Yassine Salhi 41e Ismail Koucham 90+1e | 15 000    |
| MATCHS RETOUR |     |                 |      |          |                                                                                 |           |
| 16/02/2013    | 16  | KAC Kénitra     | Ext. | 1 - 1    | Hamza Abourazzouk 54e                                                           | 15 000    |
| 20/02/2013    | 17  | RBM Beni Mellal | Dom. | 3 - 0    | Abdelilah Hafidi 18e Mouhcine Iajour 69e Mohsine Moutouali 72e                  | 38 000    |
| 24/02/2013    | 18  | WAF Fès         | Dom. | 2 - 1    | Mouhcine Iajour 49e Abdelmajid-Eddine Jilani 83e                                | 40 000    |
| 03/03/2013    | 19  | CODM Meknès     | Dom. | 3 - 0    | Yassine Salhi 9e (pen.) Mouhcine Iajour 16e 39e                                 | 35 000    |
| 18/03/2013    | 20  | HUSA Agadir     | Dom. | 2 - 0    | Yassine Salhi 14e Mohamed Oulhaj 24e                                            | Huis clos |
| 23/03/2013    | 21  | OCS Safi        | Ext. | 1 - 2    | Adel Chedli 54e Badr Kachani 90+3e                                              | 19 000    |
| 30/03/2013    | 22  | MAT Tétouan     | Ext. | 1 - 0    |                                                                                 | 10 000    |
| 11/04/2013    | 23  | FAR Rabat       | Dom. | 1 - 1    | Hamza Abourazzouk 90e                                                           | 47 000    |
| 16/04/2013    | 24  | OCK Khouribga   | Ext. | 1 - 3    | Hamza Abourazzouk 18e Adil Kerrouchi 87e Yassine Salhi 90e                      | 10 000    |
| 21/04/2013    | 25  | MAS Fès         | Dom. | 2 - 1    | Hamza Abourazzouk 53e Yassine Salhi 70e (pen.)                                  | 43 000    |
| 28/04/2013    | 26  | WAC Casablanca  | Ext. | 1 - 1    | Younes Mankari 63e (csc)                                                        | 51 000    |
| 12/05/2013    | 27  | CRA Hoceima     | Dom. | 3 - 1    | Chems-Eddine Chtibi 9e Abdelilah Hafidi 26e Hamza Abourazzouk 38e               | 34 000    |
| 21/05/2013    | 28  | RSB Berkane     | Ext. | 1 - 1    | Kouko Guehi 2e                                                                  | 10 000    |
| 25/05/2013    | 29  | DHJ El Jadida   | Dom. | 2 - 1    | Adil Kerrouchi 67e Mohsine Moutouali 90e (pen.)                                 | 55 000    |
| 29/05/2013    | 30  | FUS Rabat       | Ext. | 0 - 2    | Chems-Eddine Chtibi 19e Vianney Mabidé 65e                                      | 9 500     |

## Coupe du Trône
Le Raja CA entame la compétition à partir des seizièmes de finale par son statut de club de première division contrairement à certains autres clubs. Il commence donc son premier match le 26 août 2012 face à l'Olympique de Safi.
| Date       | J.           | Adversaire     | Lieu                                    | Score     | Buteurs                                                               |
| ---------- | ------------ | -------------- | --------------------------------------- | --------- | --------------------------------------------------------------------- |
| 26/08/2012 | 1/16e Finale | OCS Safi       | Stade El Massira, Safi                  | 0-2       | Hamza Abourazzouk 35e Mohsine Moutouali 90+1e (pen.)                  |
| 01/09/2012 | 1/8e Finale  | HUSA Agadir    | Stade Mohamed V, Casablanca             | 2-1       | Abdelilah Hafidi 9e Mouhcine Iajour 45e                               |
| 16/10/2012 | 1/4 finale   | KACM Marrakech | Stade de Marrakech, Marrakech           | 0-1       | Abdelilah Hafidi 64e                                                  |
| 06/11/2012 | 1/2 finale   | WAC Casablanca | Stade Mohamed V, Casablanca             | 1-3       | Mohsine Moutouali 89e (pen.) Yassine Salhi 115e Abdelilah Hafidi 118e |
| 18/11/2012 | Finale       | FAR Rabat      | Complexe sportif Moulay-Abdallah, Rabat | 0-0 (4-5) | (Chtibi/ Moutouali/ Mabidé/ Abourazzouk/ Salhi)                       |

Le Raja réussit à se qualifier pour le tour suivant après sa victoire face à l'Olympique de Safi le 26 août 2012 dans le cadre des seizièmes de finale. Lors de ce tour, les verts ont réussi à éliminer les safiotes par deux buts à zéro. C'est Hamza Abourazzouk qui ouvre le score à la 36e minute avant d'être suivi par Mohsine Moutouali grâce à un pénalty à la 83e minute.
Après cette victoire, le club doit ensuite affronter le Hassania d'Agadir pour le compte des huitièmes de finale. Lors de ce match le Raja joue donc ainsi à Casablanca devant son public. La rencontre se termine par une victoire des casablancais sur le score de deux buts un. Le jeune Abdelilah Hafidi ouvre le score dès la 9e minute puis c'est ensuite à la nouvelle recrue venant du Wydad de Casablanca Iajour a marqué avant que le Hassania d'Agadir ne réduise l'écart lors de la 74e minute sans toutefois parvenir à égaliser.
Pour le compte des quarts de finale, l'équipe doit ensuite se mesurer au Kawkab de Marrakech dans son stade le 16 octobre 2012. Cette rencontre se terminera par une victoire très difficile par le plus petit des scores, un but à zéro grâce à une réalisation d'Abdelilah Hafidi qui inscrit son second but dans la compétition.
Lors des demi-finales, le club se voit affronter son pire ennemi, le Wydad pour le compte d'un derby casablancais qui se déroule le 6 novembre 2012. Le match débute donc lors de cette journée mais après une mi-temps sans qu'aucun des deux clubs n'inscrit un moindre but, l'arbitre siffle le début de la seconde mi-temps. Jusqu’à la 82e pas de très grand fait marquant marquant sont à signaler jusqu'à l'ouverture du score par Fabrice Ondama au profit du Wydad. Mais le Raja réussira ainsi à provoquer une faute signalé par l'arbitre pénalty ce que les Wydadis affirmeront comme quoi la faute n'a pas eu lieu dans la surface, mais en dehors. Ainsi, Mohsine Moutouali ouvre le score à la 89e minute sur pénalty. Puis lors des prolongations les verts inscriront deux autres buts, un inscrit par Yassine Salhi à la 115e minute de jeu et l'autre par Abdelilah Hafidi lors de la 117e minute. L'équipe réussit donc à remporter son 13e derby en coupe du Trône.
Le Raja affronte ensuite les FAR de Rabat en finale de la coupe du Trône pour ce qui est la 56efinale depuis la création de la compétition en 1956. Cette finale a lieu à Rabat le 18 novembre 2012. Cette rencontre se terminera sur le score vierge de zéro but partout même après des prolongations. Ainsi une séance de tirs au but a donc lieu et le Raja s'est montré plus adroit que son homologue l'AS FAR. Le club a remporté son septième titre dans la compétition en réussissant à réduire l'écart avec le Wydad qui en possède neuf et les FAR de Rabat qui détiennent onze titres.

## Coupe de l'UAFA
| Date       | Tour                 | Adversaire  | Lieu                               | Score | Buteurs                                         |
| ---------- | -------------------- | ----------- | ---------------------------------- | ----- | ----------------------------------------------- |
| 20/10/2012 | 1/8e finale (aller)  | CA Bizertin | Stade Mohamed V, Casablanca        | 4-0   | Iajour 17e 38e Hafidi 79e Abourazzouk 89e       |
| 25/11/2012 | 1/8e finale (retour) | CA Bizertin | Stade 15-Octobre, Bizerte          | 0-2   |                                                 |
| 08/02/2013 | 1/4e finale (aller)  | AFC Bagdad  | Stade François Hariri, Arbil       | 1-1   | Abdelfattah Boukhriss 82e                       |
| 27/02/2013 | 1/4e finale (retour) | AFC Bagdad  | Stade Mohamed V, Casablanca        | 2-0   | Yassine Salhi 34e, Abdelmajid-Eddine Jilani 88e |
| 12/03/2013 | 1/2 finale (aller)   | ASC Arabi   | Stade Sabah Al-Salem, Koweït       | 1-1   | Abdelilah Hafidi 82e                            |
| 03/04/2013 | 1/2 finale (retour)  | ASC Arabi   | Stade Ben-Ahmed-El-Abdi, El Jadida | 2-2   | Mohsine Moutouali 68e (pen.) 72e                |

## Statistiques individuelles

### Statistiques des buteurs
| Place   | Nom                      | Botola | Coupe du Trône | Coupe de l'UAFA | TOTAL des buts |
| 1       | Mouhcine Iajour          | 9      | 1              | 2               | 12             |
| 2       | Hamza Abourazzouk        | 9      | 1              | 1               | 11             |
| 2       | Abdelilah Hafidi         | 6      | 3              | 2               | 11             |
| 4       | Yassine Salhi            | 7      | 1              | 1               | 9              |
| 4       | Mohsine Moutouali        | 4      | 2              | 2               | 8              |
| 6       | Abdelmajid-Eddine Jilani | 4      | -              | 1               | 5              |
| 7       | Mohamed Oulhaj           | 3      | -              | -               | 3              |
| 7       | Vianney Mabidé           | 3      | -              |                 | 3              |
| 7       | Chems-Eddine Chtibi      | 3      | -              | -               | 3              |
| 10      | Abdelfattah Boukhriss    | 1      | -              | 1               | 2              |
| 10      | Adil Kerrouchi           | 2      | -              | -               | 2              |
| 10      | Adel Chedli              | 1      | -              | -               | 1              |
| 10      | Badr Kachani             | 1      | -              | -               | 1              |
| 10      | Kouko Guehi              | 1      | -              | -               | 1              |
| 15      | Ismail Koucham           | 1      | -              | -               | 1              |
| -       | But contre son camp      | 1      | -              | -               | 1              |
| Détails | 15 buteurs Raja          | 56     | 8              | 10              | 74             |

### Statistiques des passeurs
| Place   | Nom                 | Botola | Coupe du Trône | Coupe de l'UAFA | TOTAL des passes |
| 1       | Chems-Eddine Chtibi | 8      | -              | 2               | 10               |
| 2       | Mohsine Moutouali   | 3      | 1              | 1               | 5                |
| 2       | Yassine Salhi       | 4      | 1              | -               | 5                |
| 4       | Abdelilah Hafidi    | 3      | -              | 1               | 4                |
| 4       | Mouhcine Iajour     | 3      | -              | 1               | 4                |
| 4       | Adil Kerrouchi      | 3      | 1              | -               | 4                |
| 4       | Ismail Koucham      | 4      | -              | -               | 4                |
| 4       | Rachid Soulaimani   | 4      | -              | -               | 4                |
| 4       | Vianney Mabidé      | 4      | -              | -               | 4                |
| 10      | Adel Chedli         | 2      | 1              | -               | 3                |
| 11      | Zakaria El Hachimi  | 2      | -              | -               | 2                |
| 11      | Hamza Abourazzouk   | 1      | 1              | -               | 2                |
| 11      | Badr Kachani        | 2      | -              | -               | 2                |
| 14      | Kouko Guehi         | 1      | -              | -               | 1                |
| Détails | 14 passeurs Raja    | 44     | 5              | 5               | 54               |

## Annexe
1. ↑  « Souari quitte le navire Rajaoui », sur curvasudcasa.wordpress.com (consulté le 3 mars 2017).
2. ↑  Seule la nationalité sportive est indiquée. Un joueur peut avoir plusieurs nationalités mais n'a le droit de jouer que pour une seule sélection nationale.
3. ↑  Seule la sélection la plus importante est indiquée.
4. ↑  « Raja CA 2012-2013 », sur footballdatabase.eu (consulté le 22 décembre 2022).
5. ↑  « كووورة: الموقع العربي الرياضي الأول », sur kooora.com (consulté le 22 décembre 2022).